# Jean Feltain
Jean Feltain, né le 22 mai 1989, est un joueur de pétanque français.

## Biographie
Il se positionne en milieu ou tireur. Il est joueur de pétanque professionnel. Il fait partie de l équipe de France. Il est champion d Europe triplette. Il disputera les championnats du monde à Dijon, en décembre 2024.

## Clubs
- ?-? : AS Pétanque Saint-Yzan Mariens (Gironde)
- ?-2014 : Castelnau Pétanque (Hérault)
- 2015 : Royan Pétanque (Charente-Maritime)
- 2016 : Pétanque Coureaulaise (Gironde)
- 2017-2020 : Pétanque de Loubeyrat (Puy-de-Dôme)
- 2021 : Canuts de Lyon (Rhône)
- 2022-2023 : Bron Terraillon Pétanque (Rhône)
- 2023- : Boule Moulietsoise (Gironde)

## Palmarès[1]

### Jeunes[2]

#### Championnats d'Europe
Champion d'Europe
- Triplette -18 ans 2006 (avec Kévin Malbec, Dylan Rocher et Florent Coutanson) :  Équipe de France
- Triplette -23 ans 2008 (avec Jérémy Darodes, Mathieu Charpentier et Mickaël Jacquet) :  Équipe de France
- Triplette -23 ans 2009 (avec Jérémy Darodes, Dylan Rocher et Mickaël Jacquet) :  Équipe de France
- Triplette -23 ans 2011 (avec Florent Coutanson, Kévin Malbec et Dylan Rocher) :  Équipe de France

### Sénior

#### Championnats du Monde

##### Troisième
- Triplette 2024 (avec Henri Lacroix, Philippe Suchaud et Dylan Rocher) :  Équipe de France

#### Championnats d'Europe
Champion d'Europe
- Triplette 2013 (avec Kévin Malbec, Dylan Rocher et Zvonko Radnic) :  Équipe de France
- Triplette 2023 ( avec Ludovic Montoro, Ligan Doerr et Philippe Suchaud): Équipe de France

#### Championnats de France
Champion de France
- Triplette 2023 (avec Thierry Grandet et Moïse Helfrick) : La Boule Moulietsoise

Finaliste
- Triplette 2022 (avec Thierry Grandet et Moise Helfrick) : Bron Terraillon Pétanque

- Tête à tête 2012 : Castelnau Pétanque
- Triplette 2013 (avec Jean-Willy Feltain et Jean-Marc Foyot) : Castelnau Pétanque

#### Masters de pétanque

##### Vainqueur
- 2023 (avec Stéphane Robineau, Diego Rizzi et Dylan Rocher)
- 2024 (avec Henri Lacroix, Dylan Rocher et Damien Hureau)

#### Millau

##### Festival International de Pétanque de Millau (2016-)
Vainqueur
- Doublette 2019 (avec Jean-Marc Foyot)